# (955) Alstede
(955) Alstede ist ein Asteroid des mittleren Hauptgürtels, der am 5. August 1921 vom deutschen Astronomen Karl Wilhelm Reinmuth an der Landessternwarte Heidelberg-Königstuhl bei einer Helligkeit von 12,1 mag entdeckt wurde.
Der Asteroid wurde benannt zu Ehren von Lina Reinmuth, geborene Alstede (1904–1984), der Frau des Entdeckers (auch (954) Li wurde nach ihr benannt).

## Wissenschaftliche Auswertung
Aus Ergebnissen der IRAS Minor Planet Survey (IMPS) wurden 1992 erstmals Angaben zu Durchmesser und Albedo für zahlreiche Asteroiden abgeleitet, darunter auch (955) Alstede, für die damals Werte von 17,3 km bzw. 0,21 erhalten wurden. Eine Auswertung von Beobachtungen durch das Projekt NEOWISE im nahen Infrarot führte 2012 für den Asteroiden zu vorläufigen Werten für den Durchmesser und die Albedo im sichtbaren Bereich von 20,5 km bzw. 0,24.
Eine spektroskopische Untersuchung von 820 Asteroiden zwischen November 1996 und September 2001 am La-Silla-Observatorium in Chile ergab für (955) Alstede eine taxonomische Klassifizierung als S- bzw. Sl-Typ.
Anfang 2004 wurden sechs Asteroiden am Tenagra Observatory in Arizona photometrisch beobachtet, darunter vom 14. bis 17. April auch (955) Alstede. Aus der Lichtkurve konnte eine Rotationsperiode von 5,19 h bestimmt werden. Eine Durchmusterung im Rahmen der Palomar Transient Factory (PTF) am Palomar-Observatorium in Kalifornien ab 2009 bestätigte in einer Untersuchung von 2015 diese Bestimmung der Rotationsperiode von (955) Alstede mit einem Wert von 5,187 h. Aus thermischen Infrarot-Daten wurde außerdem ein Durchmesser von 19,3 ± 0,9 km abgeleitet.
Aus aufgezeichneten Daten des Lowell-Observatoriums und eigenen Messungen vom 17. März 2016 am BlueEye600-Observatorium in Tschechien wurde in einer Untersuchung von 2018 ein dreidimensionales Gestaltmodell des Asteroiden für zwei alternative Positionen der Rotationsachse mit prograder Rotation und eine Periode von 5,18734 h berechnet. Im Jahr 2021 wurde dann aus archivierten Daten und photometrischen Messungen von Gaia DR2 erneut eine Rotationsachse mit prograder Rotation berechnet. Die Rotationsperiode wurde dabei wieder zu 5,18734 h bestimmt.
Zwischen 2012 und 2018 wurden mit der All-Sky Automated Survey for Supernovae (ASAS-SN) auch photometrische Daten von 20.000 Asteroiden aufgezeichnet. Auf mehr als 5000 davon konnte erfolgreich die Methode der konvexen Inversion angewendet werden, darunter auch (955) Alstede, für die in einer Untersuchung von 2021 ein verbessertes dreidimensionales Gestaltmodell für zwei alternative Rotationsachsen mit prograder Rotation und einer Periode von 5,18734 h berechnet wurde. Aus archivierten Daten des Asteroid Terrestrial-impact Last Alert System (ATLAS) aus dem Zeitraum 2015 bis 2018 konnte in einer Untersuchung von 2022 mit der Methode der konvexen Inversion eine Rotationsperiode von 5,18735 h bestimmt werden.